# Bruno Alves
Bruno Eduardo Regufe Alves (Póvoa de Varzim, 27. listopada 1981.) bivši je portugalski nogometaš koji je igrao na poziciji braniča.
Portugalski nogometni izbornik objavio je u svibnju 2016. popis za nastup na Europskom prvenstvu u Francuskoj, na kojem je se nalazio Alves.

## Vanjske poveznice
- Profil na Transfermarktu
- Profil na Soccerwayu  Arhivirana inačica izvorne stranice od 11. siječnja 2017. (Wayback Machine)